# Edricius Mohynus
Edricius Mohynus (fechas desconocidas), fue un fraile y escritor alemán durante el siglo XVII conocido por haber escrito el libro The sympathetical powder of Edricius Mohynus of Eburo (1639) donde relata como realizar curaciones médicas a distancia y sin contacto con las zonas afectadas, en la antesala de lo que más tarde sería considerado como magnetismo animal, y hoy en día hipnosis.